# Jorge Pedro Carrión Pavlich
Jorge Pedro Carrión Pavlich (ur. 25 maja 1950 w Tarmie) – peruwiański duchowny katolicki, biskup diecezji Puno od 2000.

## Życiorys
Święcenia kapłańskie przyjął 15 sierpnia 1976. Był m.in. wicesekretarzem generalnym Konferencji Episkopatu Peru.

### Episkopat
25 marca 2000 roku został mianowany przez papieża Jana Pawła II biskupem diecezji Puno. Sakrę przyjął 7 maja 2000 z rąk emerytowanego arcybiskupa Limy, kardynała Augusto Vargas Alzamory.